# 參旗增一
金牛座96，又名BD+15 687，HD 30605、SAO 94151、HR 1537，是金牛座的一颗恒星，视星等为6.08，位于銀經183.6，銀緯-17.97，其B1900.0坐标为赤經4h 44m 0.7s，赤緯+15° -17.97′ 47″。